# Monika Kompaníková
Monika Kompaníková, slovaška pisateljica in publicistka, * 1. september 1979, Považská Bystrica.

## Življenje
Na Akademiji za likovno umetnost v Bratislavi je med letoma 1998 in 2002 študirala grafiko in slikarstvo. Je svobodna umetnica, sodeluje z založbo Artforum, ureja spletni časopis Medzi knihami (Med knjigami) ter objavlja v časopisu Dennik N. Leta 2004 je bila članica žirije natečaja Poviedka 2004 (natečaj za najboljšo kratko zgodbo). Deluje v nevladnih organizacijah (Center za filantropijo, Fundacija Skupnosti Bratislava, Inštitut za javne zadeve). Živi v Penziku na Slovaškem. 

## Delo
Dvakrat je bila med finalisti na natečaju za najboljšo kratko zgodbo (2001, 2003). Za prvenec z naslovom Miesta pre samotu (Mesto za samoto) je prejela nagrado Ivana Kraska, leta 2006 je izšla novela Biele mesta (Bela mesta), ki je bila nominirana za nagrado Anasoft litera. Njeno do danes najbolj uspešno in prevajano delo je roman Piata loď (Peta barka); izbran je bil tudi za zbirko Sto slovanskih romanov, ki ga izdaja Forum slovanskih kultur. Doslej zadnje delo je novela Na sútoku (Na sotočju), ki je izšla pri založbi Artforum. Piše za otroke in mladino; njena knjiga Hlbokomorské rozprávky (Zgodbe iz globokega morja), ki je izšla tudi kot zvočnica, je prejela nagrado za najlepšo knjigo leta. Ilustrirala jo je Veronika Holecová. Objavljala je tudi v Nemčiji, Srbiji, Bolgariji, Avstriji, na Madžarskem, na Poljskem in na Hrvaškem.

### Knjige
| Naslov                 | Naslov v slovenščini      | Leto izdaje | Založba              |
| ---------------------- | ------------------------- | ----------- | -------------------- |
| Miesto pre samotu      | Mesto za samoto           | 2003        | LCA, Bratislava      |
| Biele miesta           | Bela mesta                | 2006        | LCA, Bratislava      |
| Piata loď              | Peta barka                | 2010        | LCA, Bratislava      |
| Hlbokomorské rozprávky | Zgodbe iz globokega morja | 2013        | Artforum, Bratislava |
| Na sútoku              | Na sotočju                | 2016        | Artforum, Bratislava |

### Antologije
| Naslov                                                                           | naslov v slovenščini                                       | Leto izdaje | Založba                                  |
| -------------------------------------------------------------------------------- | ---------------------------------------------------------- | ----------- | ---------------------------------------- |
| Poviedka 2001, zborník                                                           | Zgodba 2001, zbornik                                       | 2001        | LCA, Bratislava                          |
| Poviedka 2003, zborník                                                           | Zgodba 2003, zbornik                                       | 2003        | LCA, Bratislava                          |
| Sex po Slovensky 2: dvojpohlavná poviedková antológia o sexe, antológia poviedok | Seks po Slovaško 2: dvodelna pripovedna antologija o seksu | 2005        | Ikar, Bratislava                         |
| Slowakische Anthologie                                                           | Slovaška antologija                                        | 2006        | Kunst und Philosophie e.V., Chemnitz     |
| Päť x päť: Antológia súčasnej slovenskej poézie, zborník                         | Pet krat pet: Antologija sodobne slovaške poezije          | 2011        | Literárne informačné centrum, Bratislava |

## Prevodi v slovenščino
- Mesto za samoto. Mentor 2008. Prevod Diana Pungeršič.
- Radijska oddaja (Literarni portret): Neizrečenost, proza Monike Kompaníkove: Odlomki iz romana Peta barka (prevedel Andrej Pleterski) in novele Na sotočju (prevedla Špela Sevšek Šramel). Radio Slovenija ARS, 2017.

## Nagrade
- 2001: Nagrada na natečaju Poviedka 2001 za kratko zgodbo
- 2003: Druga nagrada na natečaju Poviedka 2003 za kratko zgodbo
- 2004: Tretje mesto v okviru nagrade Knjiga leta 2003 za delo Miesto pre samotu
- 2004: Nagrada Ivana Kraska za prvenec leta za delo Miesto pre samotu
- 2008: Nagrada sklada Tatra Banke za mlade ustvarjalce
- 2011: Nagrada Anasoft Litera za roman Piata loď (Peta barka)
- 2014: Nagrada za literarno delo v okviru nagrade knjižnega sklada za izvirno slovaško delo za leto 2013 v kategoriji "literatura za otroke in mladino" za delo Hlbokomorské razprávky

## Film
Po romanu Peta barka je bil napisan scenarij in posnet istoimenski celovečerni film režiserke in scenaristke Ivete Grofove. Film je prejel nagrado žirije na Berlinskem festivalu 2017. Slovenske podnapise k filmu je prispeval Luka Jereb. Distribucija v Sloveniji: Kinodvor Ljubljana.